# Magali Noël
Magali Noël, pseudonimo di Magali Noëlle Guiffray (Smirne, 27 giugno 1931 – Châteauneuf-Grasse, 23 giugno 2015), è stata un'attrice e cantante francese, attiva nel cinema specialmente dagli anni cinquanta ai settanta.

## Biografia
Magali Noël nacque in Turchia, dove rimase sino all'età di nove anni, da genitori francesi. Esordì come cantante in alcuni cabaret parigini, successivamente passò dagli spettacoli di rivista al teatro classico, dove riscosse i primi successi. Nel 1950 debuttò sul grande schermo e già l'anno successivo interpretò un ruolo di un certo impegno in Seul dans Paris. Bruna, procace, dotata di grande fascino e disinvoltura scenica, Magali Noël divenne immediatamente popolare in Francia grazie ai ruoli da coprotagonista nel celebre film poliziesco Rififi, diretto nel 1955 da Jules Dassin, e nell'elegante commedia Eliana e gli uomini (1956), per la regia di Jean Renoir.
Nel 1956 la Noel cominciò ad incidere con successo un buon numero di dischi, cantando anche delle canzoni scritte dal celebre poeta Boris Vian, come il brillante brano rock and roll, "Fais-moi mal, Johnny". Giunta in Italia verso la fine degli anni cinquanta, fu subito ingaggiata nel ruolo di femme fatale in numerose pellicole, dividendo da allora la sua carriera fra Italia e Francia. Il suo fisico esuberante e la personalità provocante le consentirono piacevoli e disimpegnate caratterizzazioni comiche, come quella di Cleopatra in Totò e Cleopatra (1963) di Fernando Cerchio, film nel quale lavorò al fianco di Totò.
Importante sodalizio artistico fu quello con Federico Fellini (il quale la chiamava Magalotta), che la portò ad interpretare ruoli notevoli in tre film del regista riminese, La dolce vita (1960), Fellini Satyricon (1969) e soprattutto Amarcord (1973), in cui l'attrice impersonò brillantemente la greve ma sinuosa romagnola "Gradisca", passaggio obbligato per l'iniziazione dei giovani riminesi e proiezione delle memorie e fantasie adolescenziali di Fellini stesso. A partire dagli anni settanta Magali Noël continuò a lavorare, quasi esclusivamente in Francia, sia per il cinema che per la televisione, dedicandosi talvolta anche al teatro.
Nel 2000, dopo alcuni anni di assenza dagli schermi cinematografici, interpretò l'assistente volontaria nel carcere di Rebibbia, che si innamora di un pastore sardo semianalfabeta, accusato di un rapimento, nel film Regina Coeli di Nico D'Alessandria. Nel 2002 fu scelta da Jonathan Demme per interpretare un piccolo ruolo nel film The Truth About Charlie, con Mark Wahlberg. Nel 2011 l'attrice tornò in teatro come interprete delle canzoni di Boris Vian. Morì il 23 giugno 2015 in una casa di riposo di Châteauneuf-Grasse, nel sud della Francia. Dal suo primo matrimonio con l'attore francese Jean-Pierre Bernard ebbe una figlia, Stéphanie Vial-Noël, anch'essa attrice.

## Filmografia

Magali Noël con Titina De Filippo nel film È arrivata la parigina (1958)

- Demain nous divorçons, regia di Louis Cuny (1951)
- Seul dans Paris, regia di Hervé Bromberger (1951)
- La grande razzia (Razzia sur la chnouf), regia di Henri Decoin (1954)
- Rififi (Du rififi chez les hommes), regia di Jules Dassin (1955)
- Grandi manovre (Les Grandes manoeuvres), regia di René Clair (1955)
- Il figlio di Caroline chérie (Le Fils de Caroline chérie), regia di Jean-Devaivre (1955)
- 0/1327 dipartimento criminale (Chantage), regia di Guy Lefranc (1955)
- Eliana e gli uomini (Elena et les hommes), regia di Jean Renoir (1956)
- L'isola delle donne sole (Les Possédées), regia di Charles Brabant (1956)
- OSS 117 non è morto (O.S.S. 117 n'est pas mort), regia di Jean Sacha (1957)
- Teste calde (Le Désir mène les hommes), regia di Émile Roussel (1958)
- Al servizio dell'imperatore (Si le roi savait ça), regia di Caro Canaille (1958)
- La trappola si chiude (Le Piège), regia di Charles Brabant (1958)
- È arrivata la parigina, regia di Camillo Mastrocinque (1958)
- L'isola in capo al mondo (L'île du bout du monde), regia di Edmond T. Gréville (1959)
- I vampiri del sesso (Des femmes disparaissent), regia di Édouard Molinaro (1959)
- Rapina all'alba (Ça n'arrive qu'aux vivants), regia di Tony Saitor (1959)
- Il giovane leone (Oh! Qué mambo), regia di John Berry (1959)
- Noi siamo due evasi, regia di Giorgio Simonelli (1959)
- I filibustieri della Martinica (Marie des Isles), regia di Georges Combret (1959)
- La dolce vita, regia di Federico Fellini (1960)
- Boulevard, regia di Julien Duvivier (1960)
- Gastone, regia di Mario Bonnard (1960)
- A qualcuna piace calvo, regia di Mario Amendola (1960)
- I giganti dell'oro nero (Le Sahara brûle), regia di Michel Gast (1961)
- La ragazza in vetrina, regia di Luciano Emmer (1961)
- Legge di guerra, regia di Bruno Paolinelli (1961)
- Gioventù di notte, regia di Mario Sequi (1961)
- La bionda graffia (Dans la gueule du loup), regia di Jean-Charles Dudrumet (1961)
- Mani in alto, regia di Giorgio Bianchi (1961)
- Il gioco dell'assassino (Mörderspiel), regia di Helmuth Ashley (1961)
- Il colpo segreto di d'Artagnan, regia di Siro Marcellini (1962)
- Tempesta su Ceylon (Das Todesauge von Ceylon), regia di Gerd Oswald (1963)
- Totò e Cleopatra, regia di Fernando Cerchio (1963)
- Queste pazze, pazze donne, regia di Marino Girolami (1964)
- Caccia all'uomo (Requiem pour un caïd), regia di Maurice Cloche (1964)
- I marziani hanno 12 mani, regia di Castellano e Pipolo (1964)
- Oltraggio al pudore, regia di Silvio Amadio (1964)
- Fellini Satyricon, regia di Federico Fellini (1969)
- Z - L'orgia del potere (Z), regia di Costa-Gavras (1969)
- Edipeon, regia di Lorenzo Artale (1970)
- Intrigo pericoloso (The Man Who Had Power Over Women), regia di John Krish (1970)
- Le pecorelle del reverendo, regia di Torgny Wickman (1970)
- Tropic of cancer, regia di Joseph Strick (1970)
- Il prete sposato, regia di Marco Vicario (1971)
- Racconti proibiti... di niente vestiti, regia di Brunello Rondi (1972)
- Donnarumma all'assalto, regia di Marco Leto (1972)
- Amarcord, regia di Federico Fellini (1973)
- Il tempo degli assassini, regia di Marcello Andrei (1975)
- Paolo Barca, maestro elementare, praticamente nudista, regia di Flavio Mogherini (1975)
- La banca di Monate, regia di Francesco Massaro (1976)
- Stato interessante, regia di Sergio Nasca (1977)
- La morte di Mario Ricci, regia di Claude Goretta (1983)
- Regina Coeli, regia di Nico D'Alessandria (2000)
- The Truth About Charlie, regia di Jonathan Demme (2002)

## Doppiatrici italiane
- Rosetta Calavetta in Rififì, Eliana e gli uomini, L'isola delle donne sole, Il giovane leone, Noi siamo due evasi, Gastone
- Rita Savagnone in A qualcuno piace calvo, Totò e Cleopatra, Fellini Satyricon, Z l'orgia del potere
- Maria Pia Di Meo in Legge di guerra, I marziani hanno 12 mani
- Fiorella Betti in Racconti proibiti di niente vestiti
- Noemi Gifuni in Oltraggio al pudore
- Adriana Asti in Amarcord
- Germana Dominici in Paolo Barca maestro elementare praticamente nudista
- Vittoria Febbi in La banca di Monate
- Grazia Maria Spina in La morte di Mario Ricci